# Боби

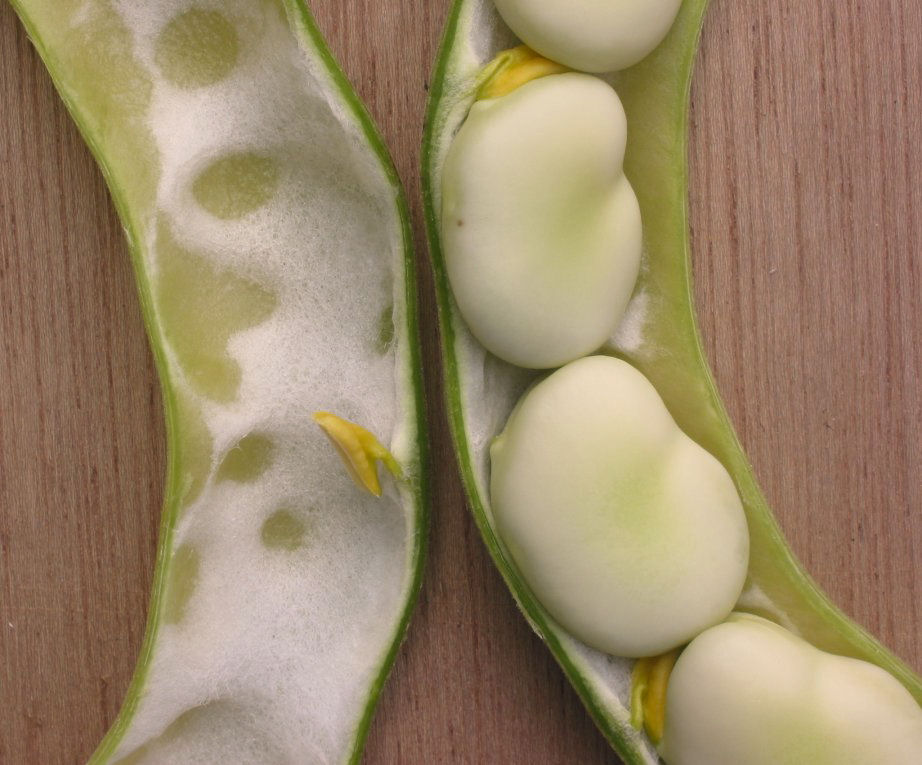
Розлущений біб

Боби — рослина, що в Європі культивувалася з дуже давніх часів і належала до так званих тотемних рослин, культ яких був особливо поширений на півдні Європи.
Тотемну рослину, чи тварину, вважалося в давніх людей за кревняка того чи іншого роду, що в ній той рід відроджується і символізується. У Римі, наприклад, існував рід Фабіїв, — себто Бобіїв, що, очевидячки, виводили свій рід від тієї рослини, що була колись у них тотемом. Тотемну рослину, чи звірину, членам того роду, що в'язав себе з нею, не тільки не можна було їсти (крім спеціальних днів); (заборона їсти боби існувала в давніх єгиптян, у пітагорійців і в частини римлян), — чи в той чи інший спосіб нищити. (Пітагор волів дати себе забити, аніж порятуватися, втікаючи від ворогів через поле бобів, які мав би потоптати), але навіть і називати.
Цікаво, що і в нас існувала свого часу заборона згадувати боби на Різдво, бо, мовляв, «кидатимуться гелки на шиї» (Зап. Юж. Зап. Отд,, 11, 381).
У тотемних народів часто зустрічаємо вірування, що душі покійників входять у тотемну рослину, чи тварину, тому один орфічний вірш ототожнював поїдання бобів з поїданням голів родичів, кревняків. Але, з другого боку, з цього вірування розвинулося й вірування в охоронну силу бобів: у давньому Римі під час свята Лемурій (свята мертвих) кожен батько родини мав іти опівночі до найближчого джерела, криниці чи водопою і робити обрядове обмивання. Повертаючись назад, він мусив кидати, не оглядаючись, через свою голову боби, які перед тим тримав у роті. Б'ючи у мідяний посуд, він вигукував десять разів: — «Тінь такого-то, іди собі геть!»
Завважуємо, що і в нас боби вважали охоронним засобом проти нечистої сили, і тому в ніч під Івана Купала рвали, разом із іншим охоронним зіллям, і боби: «У моїм купайлі кущик бобу, кинуло б відьму в хворобу» (Сумцов у «Кієв. Стар.», 1889, VIII).
Плачкам в Україні в давні часи платили за голосіння по покійникові бобами: — «Тужу, тужу за решето бобу, — дадуть чи не дадуть? Так мої сльози дурно пропадуть» (Зап. НТШ, т. 132, ст. 8).
Цей звичай теж треба поставити в зв'язок із давніми римськими віруваннями та звичаями свят Лемурій та Парентелій (свят померлих родичів), за якими боби належать покійникам. Римляни вважали, що боби носять на собі знак жалоби (Ваккай: «Свята давніх римлян», ст. 78). І у нас на Гуцульщині, під Різдво, перед самою вечерею, на якій боби мали бути першою стравою (Мат. Укр. Етн. НТШ, VII, 11) господиня «бере бобу в руку й кидає його по чотирьох кутках хати. Це все — янголам та померлим душам, що в цю ніч приходять поживитися» (Мат. Укр. Етн., НТШ, VII, 14).
У зв'язку з давніми тотемістичними віруваннями треба поставити й вираз, який знаходимо серед сербів і наших людей в Галичині про вагітну жінку, що вона, мовляв, — «наїлася бобу» (Мат. Укр. Етн., НТШ, XVIII, ст. 94). Тут біб виступає як символ запліднення. Мабуть, і вірування, що боби сприяють ростові дитини, теж сюди належать: «Як би знайшов біб на дорозі та дав дитині з'їсти, швидко навчилась би ходити» (Мат. Укр. Ет НТШ, XV, ст. 101). Тут, правда, логічний наголос ставиться на «ходити», бо думки асоціюються з «дорогою», але нема сумніву, справжня, головна ідея, прихована в цьому віруванні, лежить власне в можливості швидкого фізичного розвитку, зросту дитини, завдяки якому дитина почне швидко ходити.